# Instrumentos de navegación náutica

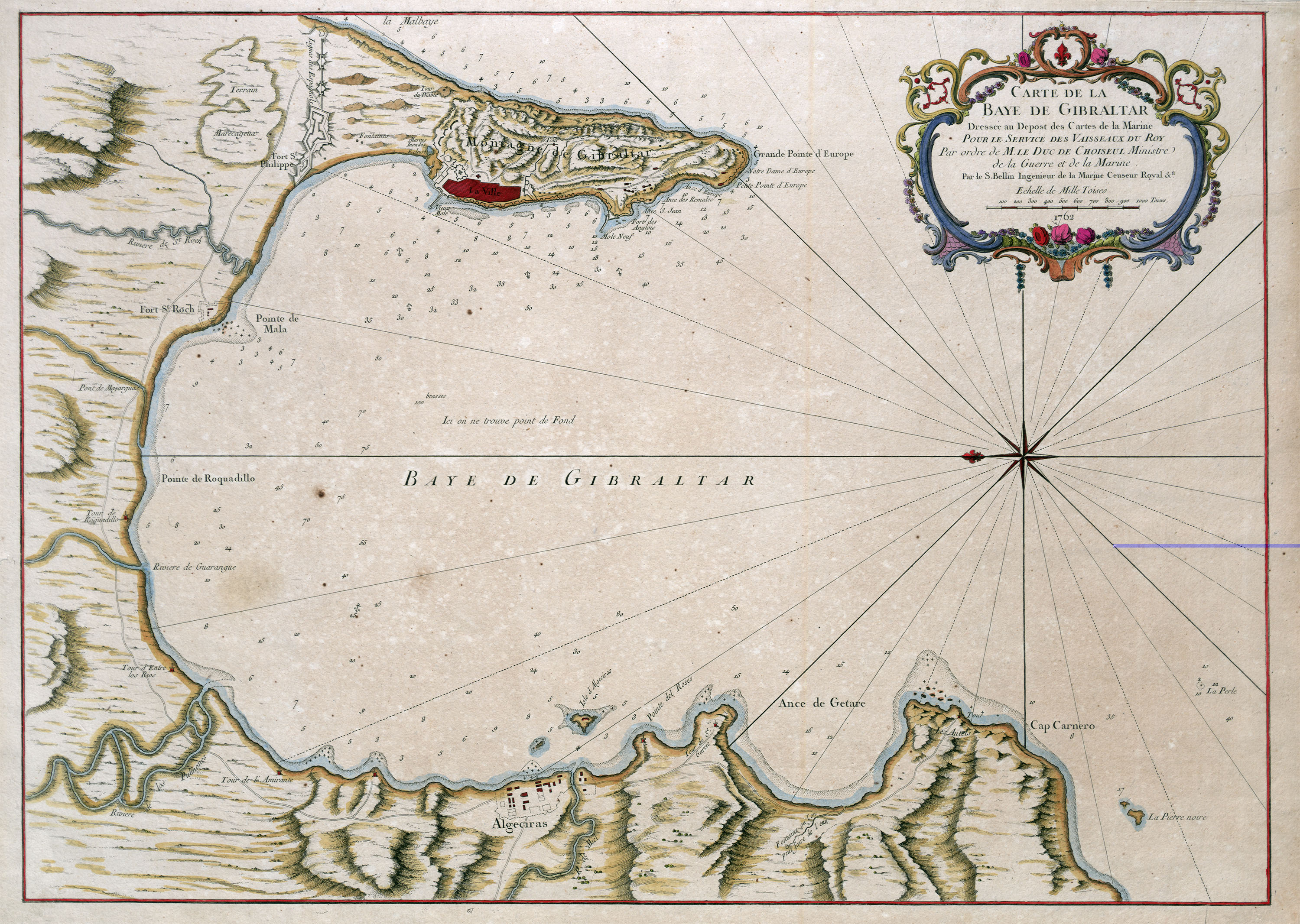
Carta náutica

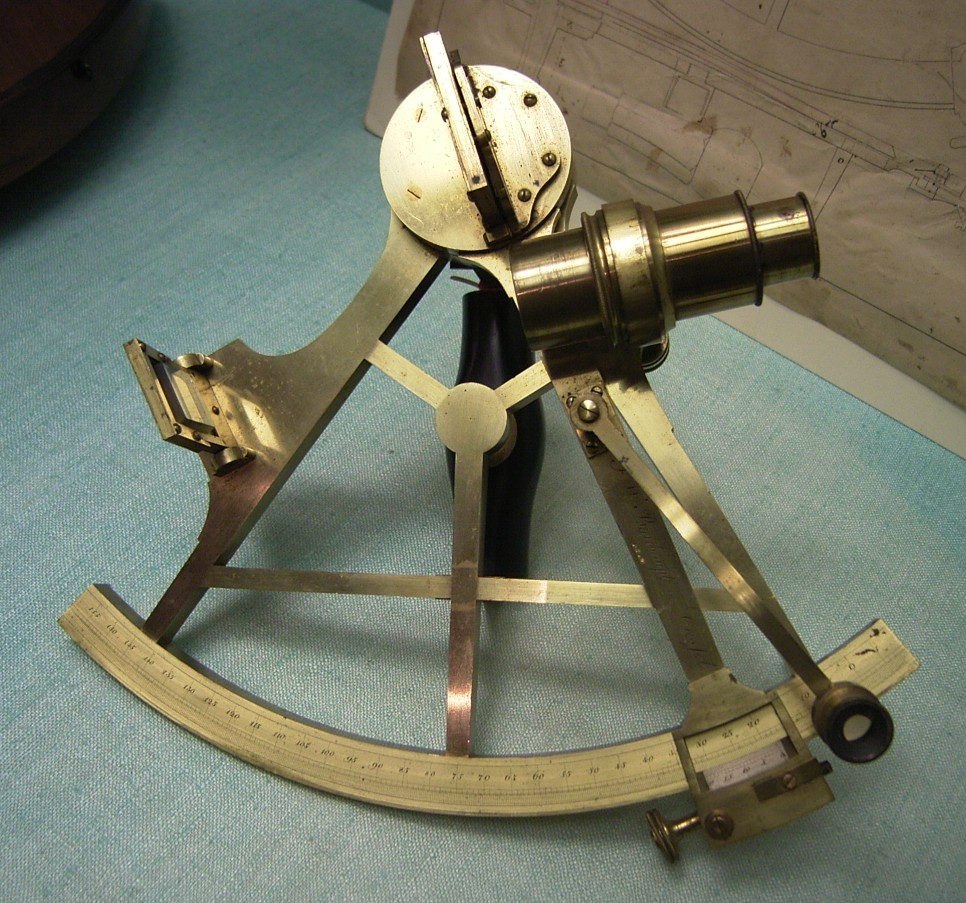
Sextante

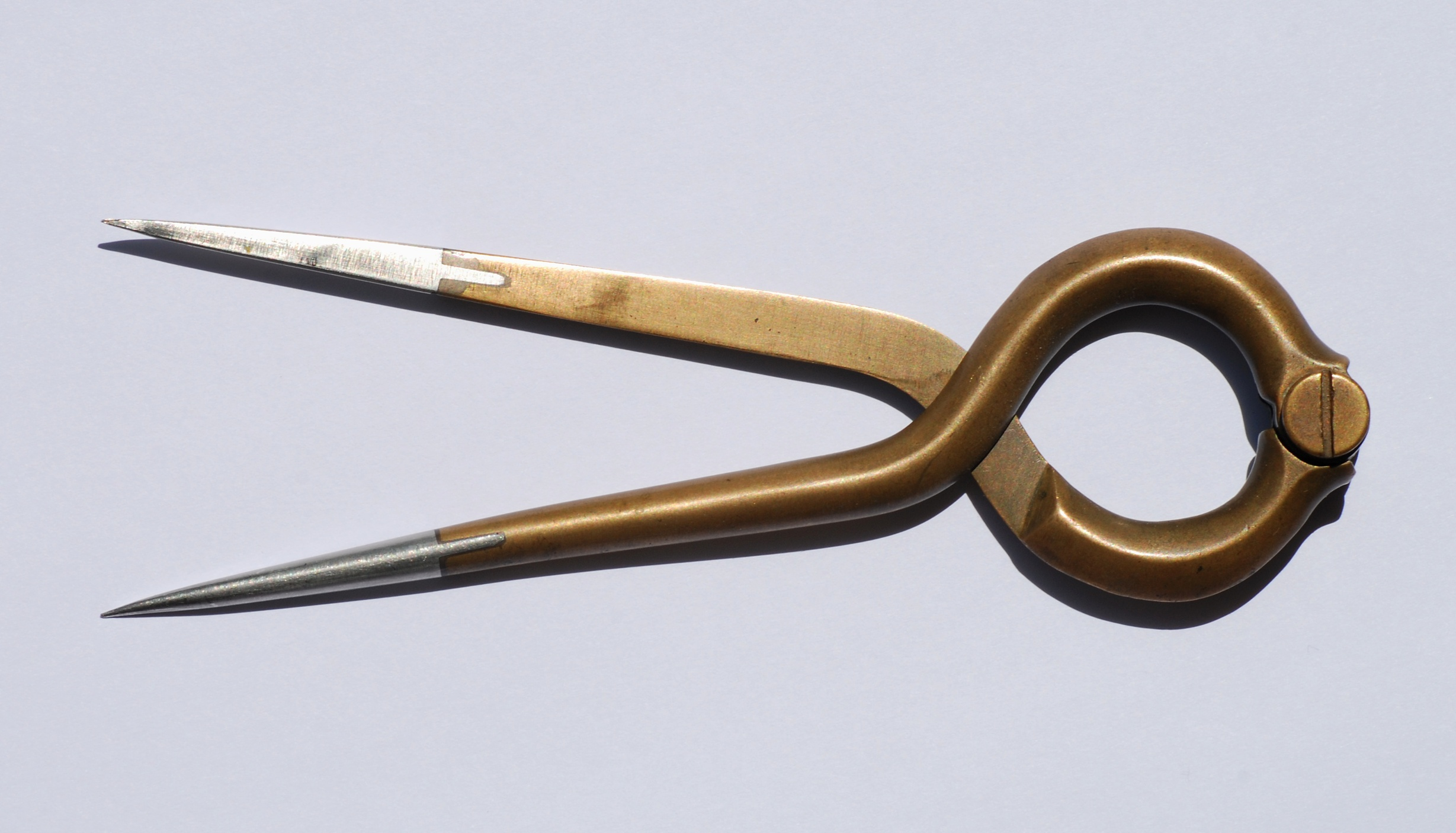
Compás

Son utilizados en su trabajo por los pilotos náuticos. La finalidad del pilotaje o navegación es determinar la posición presente así como el rumbo y velocidad óptimos para llegar al punto de destino. Entre las herramientas utilizadas a lo largo de la historia por los pilotos náuticos están: 
- Cartas náuticas  que son planos o mapas a escala de las zonas en que el buque navega
- Reglas paralelas  utilizadas para trazar líneas paralelas sobre la carta de la primera dama.

- Lápiz, goma de borrar y otros instrumentos de anotación
- Brújula magnética para determinar el rumbo magnético
- Taxímetro, círculo acimutal que sirve para determinar la demora de objetos observados
- Corredera y ampolleta  utilizados para determinar la velocidad de la nave con relación al agua. Hoy han caído en desuso al ser reemplazados por la corredera electrónica.
- Sonda para determinar la profundidad y naturaleza del fondo. Consistía en un cabo en cuyo extremo iba una pesa de plomo con una cavidad en su parte inferior en la que se ponía sebo para que al tocar fondo se pegara una muestra. Este tipo de sonda ha caído en desuso reemplazado por la sonda electrónica.
- Cuadrante , sencillo instrumento utilizado para medir la altura de un astro sobre el horizonte. Fue desplazado por otros instrumentos más modernos.
- Astrolabio, utilizado para medir la altura de los astros sobre el horizonte. Fue inventado por los antiguos griegos pero se perdió en Europa hasta que fue reintroducido en la península ibérica por los árabes en el siglo XI. Dos siglos después se usaba en toda Europa alcanzando su apogeo en el siglo XV tras lo cual fue paulatinamente reemplazado por la ballestilla de Davis y luego por el sextante.
- Anullo o anillo, instrumento utilizado para medir la altura del sol sobre el horizonte.
- Ballestilla, sencillo instrumento en forma de cruceta que servía para medir la altura de los astros sobre el horizonte.
- Kamal, sencillo instrumento de origen árabe que servía para medir la altura de los astros sobre el horizonte. Consistía en una tablilla perforada en su centro con un agujero por donde pasaba un cordel anudado que el observador sujetaba entre los dientes.
- Cuadrante de Davis o ballestilla de Davis, utilizado para medir la altura de un astro sobre el horizonte. Reemplazó a la ballestilla y fue reemplazado a su vez por el sextante.
- Sextante es el más moderno de los instrumentos ópticos utilizados para determinar la altura de un astro sobre el horizonte. El Octante es esencialmente el mismo instrumento con la sola diferencia del arco que cubre. El sextante hizo obsoletos todos los instrumentos usados anteriormente para determinar la altura de los astros.
- Nocturlabio se usaba para determinar la hora mediante la observación de las estrellas.
- Cronómetro, utilizado para determinar la hora con gran precisión lo cual es necesario para la determinación de la longitud geográfica.
- Almanaque náutico, sirve para, sabiendo la hora exacta, poder determinar la posición geométrica de un astro. Esto es necesario para el cálculo de la longitud geográfica.
- Instrumentos y herramientas de cálculo para la realización de los necesarios cálculos matemáticos. Hoy día han sido sustituidos por calculadoras y computadoras digitales pero tradicionalmente se utilizaban tablas (trigonométricas, logaritmos, etc.), regla de cálculo, etc.

## Instrumentos electrónicos

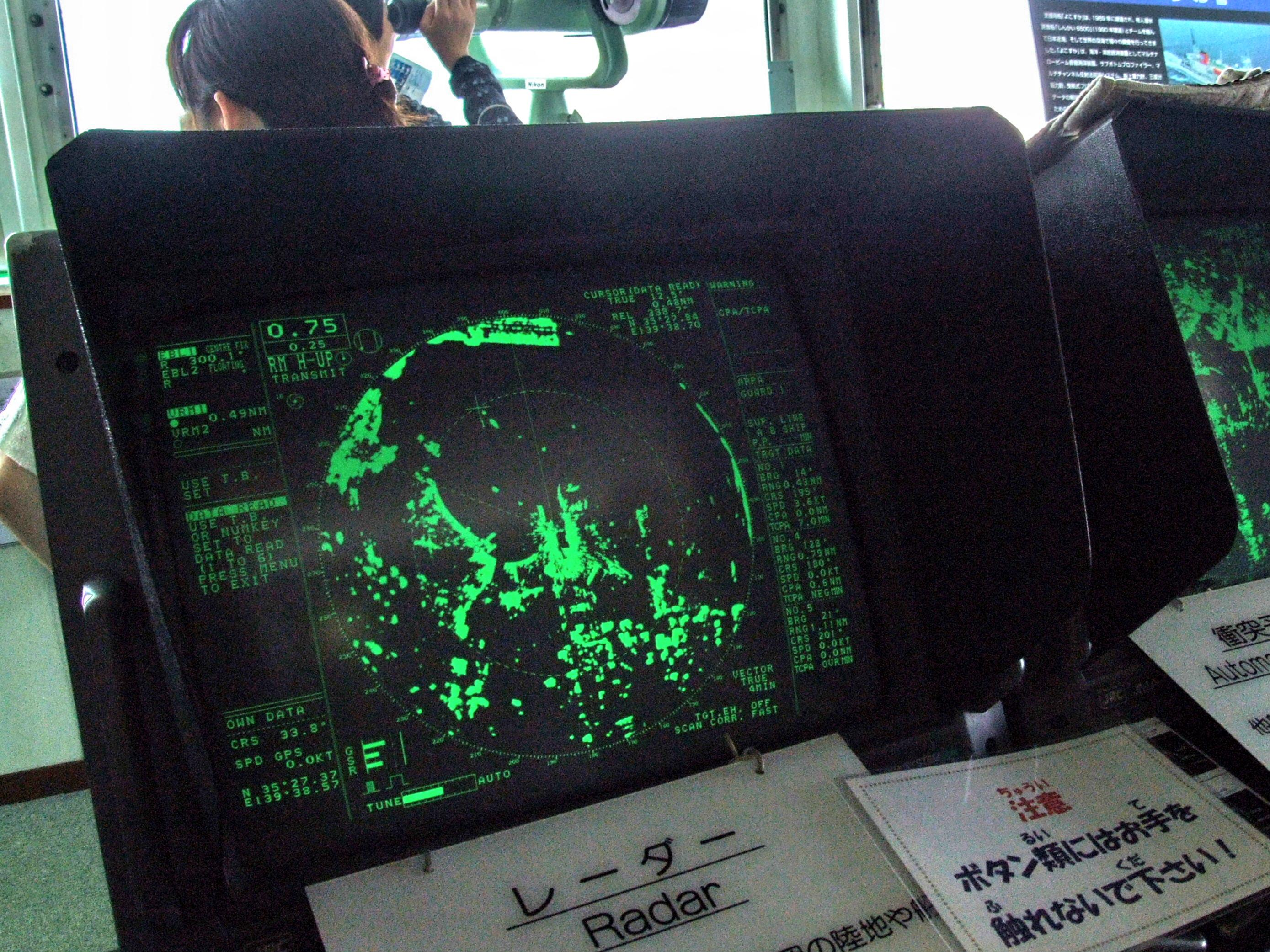
Radar

Los instrumentos anteriormente citados eran los tradicionales hasta casi finales del siglo XX. Tras la Segunda Guerra Mundial empezaron a aparecer instrumentos electrónicos que supusieron un cambio radical en las técnicas de pilotaje y navegación. Además de los ya citados corredera y sonda electrónicas aparecieron los:
- Radares, sirve para determinar la demora y distancia de un objeto. Funciona mediante la emisión de pulsos de microondas y la recepción de los ecos reflejados por el blanco.

- Sistemas electrónicos enlazados con estaciones terrestres. Captan ondas emitidas desde estaciones terrestres y así permiten que un barco equipado con un receptor de ondas electromagnéticas pueda determinar su posición. Los más conocidos son Decca y Loran.

- Sistemas electrónicos enlazados con satélites. Captan señales digitales emitidas por un Sistema global de navegación por satélite situado en órbita terrestre baja. Los sistemas más utilizados son GPS y GLONASS.

- Datos: Q1780422
- Multimedia: Navigational equipment / Q1780422